# Jacques Louis Nicolas Vaillant
Jacques Louis Nicolas Vaillant (1 de enero de 1742 - 11 de enero de 1813) fue un político francés de los siglos XVIII y XIX.

## Biografía
Hijo de Louis-Nicolas Vaillant secretario del gobierno, y de Jeanne-Marguerite Willart, Jacques Louis Nicolas Vaillant fue cónsul de Artois, consejero del rey en sus consejos, ex Guardián de los Sellos en la cancillería establecida cerca del consejo de Artois antes de la Revolución Francesa.
Elegido, el 25 de abril, el 4 de 8, diputado del tercer estado a los Estados Generales de 1789 por la provincia de Artois.
Diputado al decano de los comunes, fue diputado por su orden a la cámara del clero, tomó el juramento del juego de palma, y formó parte del comité de la Constitución de 1791. Nombrado el 31 de marzo de 1791 juez del tribunal de casación del Pas-de-Calais, reapareció en el Consejo de Ancianos como diputado de Pas-de-Calais en brumario del año IV. Rara vez habló y renunció el 11 pluviose an V.
Más tarde se convirtió en miembro del Jurado de instrucción para la elección de profesores en la École centrale du Pas-de-Calais, instituida en Boulogne en marzo de 1798, y fue llamado por el emperador a las funciones de alcalde de Aras el 12 fructidor an XII.